# الخبز والسيرك

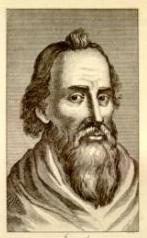
جوفينال

«الخبز والسيرك» (بالإنجليزية: Bread and circuses) وأصلها (باللاتينية: Panem et Circenses) أو الخبز والألعاب (بالإنجليزية: Bread and Games)؛ مُصطلح ورد في قصيدة للشاعر الهزلي الروماني جوفينال الذي عاش في أواخر القرن الأول وأوائل القرن الثاني الميلادي، ويُستخدم عادة في السياقات الثقافية، وخاصة السياسيّة منها لنقد سياسة الإلهاء المُنظّم العام التي تقوم بها الحكومات من خلال توفير الطعام (الخبز) والترفيه (السيرك) لعامة الشعب لاسترضائه مقابل دفعهِ عن الانشغال بالأمور العامة. تمثّلت هذه السياسة بتشييد المسارح وساحات القتال والمصارعة الرومانية حيث كان تُجرى المسابقات الجماهيرية، أبرزها مدرج كولوسيوم الذي اشتهر بإقامة مباريات القتال بين المصارعين. كان جوفينال قد استخدم هذه العبارة هجاءً لأنانية الشعب حين يلهى بالترفيه عن الشؤون العامة.